# Завада (гміна Шидлово)
Завада (пол. Zawada, нім. Springberg) — село в Польщі, у гміні Шидлово Пільського повіту Великопольського воєводства.
Населення — 457 осіб (2011).
У 1975-1998 роках село належало до Пільського воєводства.

## Демографія
Демографічна структура станом на 31 березня 2011 року:
|          | Загалом | Допрацездатний вік | Працездатний вік | Постпрацездатний вік |
| -------- | ------- | ------------------ | ---------------- | -------------------- |
| Чоловіки | 223     | 59                 | 159              | 5                    |
| Жінки    | 234     | 63                 | 145              | 26                   |
| Разом    | 457     | 122                | 304              | 31                   |